# Wolfgang de Beer
Wolfgang „Teddy“ de Beer (* 2. Januar 1964 in Dinslaken; † 30. Dezember 2024) war ein deutscher Fußballtorhüter und -trainer. Bis zuletzt war er als Fanbeauftragter bei Borussia Dortmund tätig.

## Sportliche Laufbahn

### Vereinskarriere
Wolfgang de Beer erlernte das Fußballspielen beim TV Jahn Hiesfeld. Auf Grund seines dort erworbenen Könnens verpflichtete ihn 1978 die B-Jugend des MSV Duisburg. Sein Erstligadebüt gab er noch als A-Jugendlicher am 33. Spieltag der Saison 1981/82, als der Abstieg bereits feststand. Dies sollte ein Test für die kommende Zweitligasaison sein, da der Club nicht mit den Ersatzleuten Wolfgang Schreiner und Ulrich Fuchs in die folgende Saison gehen wollte. De Beer soll trotz der 1:5-Niederlage gegen Werder Bremen eine gute Partie abgeliefert haben.
So rückte de Beer, der nebenher eine Tischlerlehre absolvierte, wieder ins zweite Glied und blieb auch im folgenden Jahr hinter Neuzugang Heribert Macherey die Nummer 2. Doch in der Saison 1983/84 gelang ihm endgültig der Durchbruch in der 1. Mannschaft. In der Saison 1983/84 kämpfte er mit dem MSV um den Wiederaufstieg, scheiterte in den Relegationsspielen aber trotz einer guten Leistung im Rückspiel gegen Eintracht Frankfurt. Als das Hinspiel mit 0:5 im Wedaustadion verloren ging, stand Heribert Macherey im Tor. Am Ende der Saison 1985/86 stieg de Beer jedoch mit seiner Mannschaft mit 86 Gegentoren in die dritte Liga ab. Während des Absturzes des Vereins hatte es immer einen Zweikampf im Tor zwischen de Beer und Macherey gegeben. Dieser war erst beendet, als de Beer auf Grund der gezeigten Leistungen für eine Ablösesumme von 70.000 DM zum Bundesligisten Borussia Dortmund wechselte.
Bei Borussia Dortmund war er zunächst als Ersatzmann hinter dem vormaligen zweiten Torhüter Rolf Meyer eingeplant, der für den zum VfB Stuttgart abgewanderten Eike Immel nachrücken sollte. Er profitierte aber von der Verletzung Meyers bei einem Vorbereitungsspiel in Neheim-Hüsten und avancierte schnell zum Publikumsliebling. Sein erstes Spiel bestritt er gegen den FC Bayern München und hielt in diesem sowie den weiteren Spielen tadellos und wurde mit Lob überschüttet. In dieser Zeit erhielt er auch von seinen Mitspielern den Spitznamen „Teddy“.
Eine weitere Klasseleistung bot de Beer am 4. November 1987 im UEFA-Pokal gegen Velež Mostar, hielt sogar einen Elfmeter und sicherte so den Einzug ins Achtelfinale. Auch in der Folgezeit zeigte er gute Leistungen, dennoch offenbarten sich mehr und mehr Schwächen in der Strafraumbeherrschung. Den ersten Titel seiner Laufbahn holte de Beer am 24. Juni 1989 durch einen 4:1-Sieg gegen Werder Bremen im DFB-Pokal-Finale. Zu diesem Zeitpunkt hoffte er immer noch auf eine Berufung in die Nationalmannschaft, die aber nie erfolgen sollte.
Vor der Saison 1990/91 rückte mit dem Jugendnationaltorwart Stefan Klos erstmals wieder ein ernstzunehmender Konkurrent in den Kader der Borussen. Nach der 0:7-Niederlage gegen den VfB Stuttgart am 18. Spieltag wurde de Beer erstmals von der Presse kritisiert und nach einem weiteren Patzer beim 0:3 gegen Eintracht Frankfurt musste er auf der Bank Platz nehmen. Klos hütete in den nächsten beiden Spielen das Tor. Danach rückte de Beer wieder ins Tor, hatte aber einen ersten Imageverlust zu beklagen.
In der folgenden Spielzeit verlor de Beer nach zwei Patzern gegen Hannover 96 im DFB-Pokal endgültig seinen Stammplatz. Vor der Saison 1992/93 hoffte er noch einmal, diesen zurückerobern zu können. Die Wahl fiel allerdings auf Grund von besseren fußballerischen Fähigkeiten wieder auf Klos. Besonders unglücklich und entscheidend bezüglich der neuen Torhüterhierarchie war ein Bruch des Schien- und Wadenbeins am 25. März 1993 im Training, welcher zu einer neunmonatigen Zwangspause führte. Seine größten Erfolge neben dem Gewinn des DFB-Pokals 1989, die deutschen Meisterschaften und den Champions-League-Sieg, erlebte er nur auf der Bank. Angebote von anderen Vereinen lehnte er aus Dankbarkeit gegenüber dem BVB ab, der seinen Vertrag trotz Verletzung verlängert hatte.
Auch nach dem Weggang von Klos blieb de Beer Nummer zwei im Tor, nun hinter Jens Lehmann, kam aber aufgrund dessen Sperren zu einigen Einsätzen und wurde immer noch von den Fans mit „Teddy, Teddy“-Rufen geehrt. Nach einer schweren Knieverletzung beendete de Beer nach der Saison 2000/01 endgültig seine Karriere.
De Beer wurde bei Borussia Dortmund wegen guter Leistungen schnell zum Publikumsliebling. Ihm zu Ehren wurde oft gesungen Olala, wir haben einen Torwart, olala, Teddy wunderbar. Dem Publikum verdankt de Beer auch einen seiner letzten Einsätze: Nach lautstarken Forderungen wurde er im letzten Spiel der Saison 1996/97 für Stefan Klos eingewechselt.

### Auswahleinsätze
Aufgrund seiner starken Leistungen im MSV-Tor Mitte der 1980er-Jahre wurde de Beer in die deutsche U-21-Nationalmannschaft berufen. Für diese spielte er 1984 als einziger Zweitligaspieler gegen die UdSSR. Dies blieb sein einziges Spiel im DFB-Trikot.

### Erfolge
- DFB-Pokal-Sieger: 1989
- Deutscher Meister: 1995 (ohne Einsatz) und 1996 (1 Einsatz)
- Champions-League-Sieger: 1997 (ohne Einsatz)
- Weltpokalsieger: 1997 (ohne Einsatz)

### Statistik
| Liga (SKE)                 | Spiele (Tore) |
| -------------------------- | ------------- |
| Bundesliga (I)             | 182 (0)       |
| 2. Fußball-Bundesliga (II) | 061 (0)       |

## Trainerlaufbahn
Gleich im Anschluss an seine Karriere erwarb de Beer die Trainer-A-Lizenz und war ab der Saison 2002/03 bis zum Abschluss der Spielzeit 2017/18 Torwarttrainer von Borussia Dortmund. Am 7. September 2018 wurde er im Rahmen des Abschiedsspiels von Roman Weidenfeller im Westfalenstadion offiziell verabschiedet. Nach seiner Verabschiedung als Torwarttrainer zur Jahresmitte 2018 war de Beer bis zu seinem Tod Ende Dezember 2024 als Fanbeauftragter des Vereins tätig.

## Privates
De Beer war verheiratet und Vater zweier Töchter. Er starb unerwartet am 30. Dezember 2024, drei Tage vor seinem 61. Geburtstag.